# فراسر (میشیگان)
فراسر، میشیگان (به انگلیسی: Fraser, Michigan) یک شهر در ایالات متحده آمریکا با جمعیت ۱۴٬۴۸۰ نفر است که در میشیگان واقع شده‌است.

## موقعیت جغرافیایی
موقعیت جغرافیایی شهرها و مناطق اطراف به شرح زیر است: